# Anne-Marie de Mecklembourg-Schwerin
Anne Marie de Mecklembourg-Schwerin (Schwerin, 1er juillet 1627 – Halle, le 11 décembre 1669) est une aristocrate allemande, membre de la Maison de Mecklembourg et par mariage duchesse de Saxe-Weissenfels.
Elle est le quatrième enfant et la deuxième fille d'Adolphe-Frédéric Ier de Mecklembourg-Schwerin et de sa première épouse Anne-Marie de Frise-Orientale, fille d'Ennon III de Frise orientale. Dans les anciennes historiographies elle apparaît avec un troisième nom, Dorothea, mais les historiens modernes l'ont écarté.

## Biographie
Les guerres impliquant Mecklembourg ont contraint son père à envoyer Anne-Marie et ses deux frères plus âgés, Christian-Louis et Charles, d'abord en Suède et, peu après, au Danemark, à la cour de reine douairière Sophie (née duchesse de Mecklembourg-Güstrow). En 1629, Anne-Marie est envoyée en Saxe avec Hedwige de Danemark, au château de Lichtenberg près de Prettin, où elle est éduquée. Après la mort d'Hedwige en 1642, Anne Marie retourne à Schwerin, où elle rejoint son père, sa mère étant morte en 1634. Elle a probablement rencontré pour la première fois sa belle-mère, Marie-Catherine de Brunswick-Dannenberg, et ses trois demi-frères et sœurs. Anne Marie était l'enfant préféré de son père, comme le montre le ton affectueux des lettres qu'ils se sont écrites.
Le 23 novembre 1647, à Schwerin, Anne-Marie épouse Auguste de Saxe-Weissenfels, deuxième fils survivant de Jean-Georges Ier de Saxe, et s'installe avec son mari à Halle, la principale ville de son domaine en tant qu'administrateur de l'archevêché de Magdebourg. Au cours de son mariage, elle eut douze enfants, dont trois filles qui sont mortes dans l'enfance en 1663.
Le 22 avril 1657, son mari a reçu de son père les villes de Weissenfels et de Querfurt comme duché. Anne-Marie devient alors duchesse consort de Saxe-Weissenfels.
Anne-Marie est morte le 11 décembre 1669 à Halle et est inhumée dans un magnifique cercueil dans le château de Neu-Augustusburg à Weissenfels. Ses trois filles qui reposaient dans la cathédrale de Halle ont été enterrées avec elle.

## Descendance
À Schwerin, le 23 novembre 1647 Anne-Marie épouse Auguste, duc de Saxe-Weissenfels. Ils ont douze enfants :
1. Madeleine-Sibylle de Saxe-Weissenfels (Halle, 2 septembre 1648 - Gotha, 7 janvier 1681), mariée le 14 novembre 1669 au duc Frédéric Ier de Saxe-Gotha-Altenbourg.
2. Jean-Adolphe Ier de Saxe-Weissenfels (Halle, 2 novembre 1649 - Weissenfels, 24 mai 1697).
3. Auguste de Saxe-Weissenfels (Halle, 3 décembre 1650 - Halle, 11 août 1674), Prévôt de Magdebourg; marié le 25 août 1673 à Charlotte de Hesse-Eschwege. Leur fils unique est mort-né le 24 avril 1674.
4. Christian de Saxe-Weissenfels (Halle, 25 janvier 1652 - tué au combat, à Mayence, 24 août 1689), Maréchal Général de l'armée de la Saxe électorale.
5. Anne-Marie (Halle, 28 février 1653 - Halle, 17 février 1671).
6. Sophie de Saxe-Weissenfels (Halle, 23 juin 1654 - Zerbst, 31 mars 1724), mariée le 18 juin 1676 à Charles-Guillaume d'Anhalt-Zerbst. Comme sa sœur aînée Madeleine-Sybille, elle est un ancêtre de la reine Victoria.
7. Catherine (Halle, 12 septembre 1655 - Halle, 21 avril 1663).
8. Christine (Halle, le 25 août 1656 - Eutin, 27 avril 1698), marié le 21 juin 1676 à Auguste-Frédéric de Holstein-Gottorp, Prince-Évêque de Lübeck (fils de Frédéric III de Holstein-Gottorp, et son épouse Marie-Élisabeth de Saxe).
9. Henri de Saxe-Weissenfels-Barby (Halle, 29 septembre 1657 - Barby, 16 février 1728); il a hérité de Barby.
10. Albert de Saxe-Weissenfels (Halle, 14 avril 1659 - Leipzig, 9 mai 1692).
11. Élisabeth (Halle, 25 août 1660 - Halle, 11 mai 1663).
12. Dorothée (Halle, 17 décembre 1662 - Halle, 12 mai 1663).